# تپه مهدی‌آباد ۱
تپه مهدی‌آباد ۱ مربوط به دوران‌های تاریخی پس از اسلام است و در شهرستان بوئین‌زهرا، روستای مهدی‌آباد واقع شده و این اثر در تاریخ ۲۵ اسفند ۱۳۷۹ با شمارهٔ ثبت ۳۱۸۴ به‌عنوان یکی از آثار ملی ایران به ثبت رسیده است.